# Mariabé
Mariabé es un corregimiento ubicado en el distrito de Pedasí en la provincia panameña de Los Santos. En el año 2010 tenía una población de 310 habitantes y una densidad poblacional de 6,9 personas por km².

## Toponimia y gentilicio
Mariabé es la castellanización del ngäbe ma rigabe que significa "tú vas con él o con ella". También puede ser un nombre posterior a la conquista española o a inicios de la misma, cuando ya la cultura latina o hispana se imponía. En tal caso, el nombre "María-be" parece estar compuesto de un término español y otro ngöbe: "María" (nombre castellano de mujer) y el sufijo ngöbe "be" que equivale a la proposición castellana "con". Así, sería "con-María" (en ngöbe se dice "María-be").